# Yohualichan
Yohualichan är en ort i Mexiko.   Den ligger i kommunen Cuetzalan del Progreso och delstaten Puebla, i den sydöstra delen av landet, 180 km öster om huvudstaden Mexico City. Yohualichan ligger 604 meter över havet och antalet invånare är 574.
Terrängen runt Yohualichan är bergig, och sluttar norrut. Runt Yohualichan är det tätbefolkat, med 383 invånare per kvadratkilometer. Närmaste större samhälle är Ciudad de Cuetzalan, 5,1 km söder om Yohualichan. I omgivningarna runt Yohualichan växer huvudsakligen savannskog.